# جاك ليفي
جاك ليفي (بالفرنسية: Jacques Lévy)‏ هو أستاذ جامعة ‏ وجغرافي وباحث فرنسي، ولد في 14 أكتوبر 1952 في باريس في فرنسا.